# Tulsa Golden Hurricane

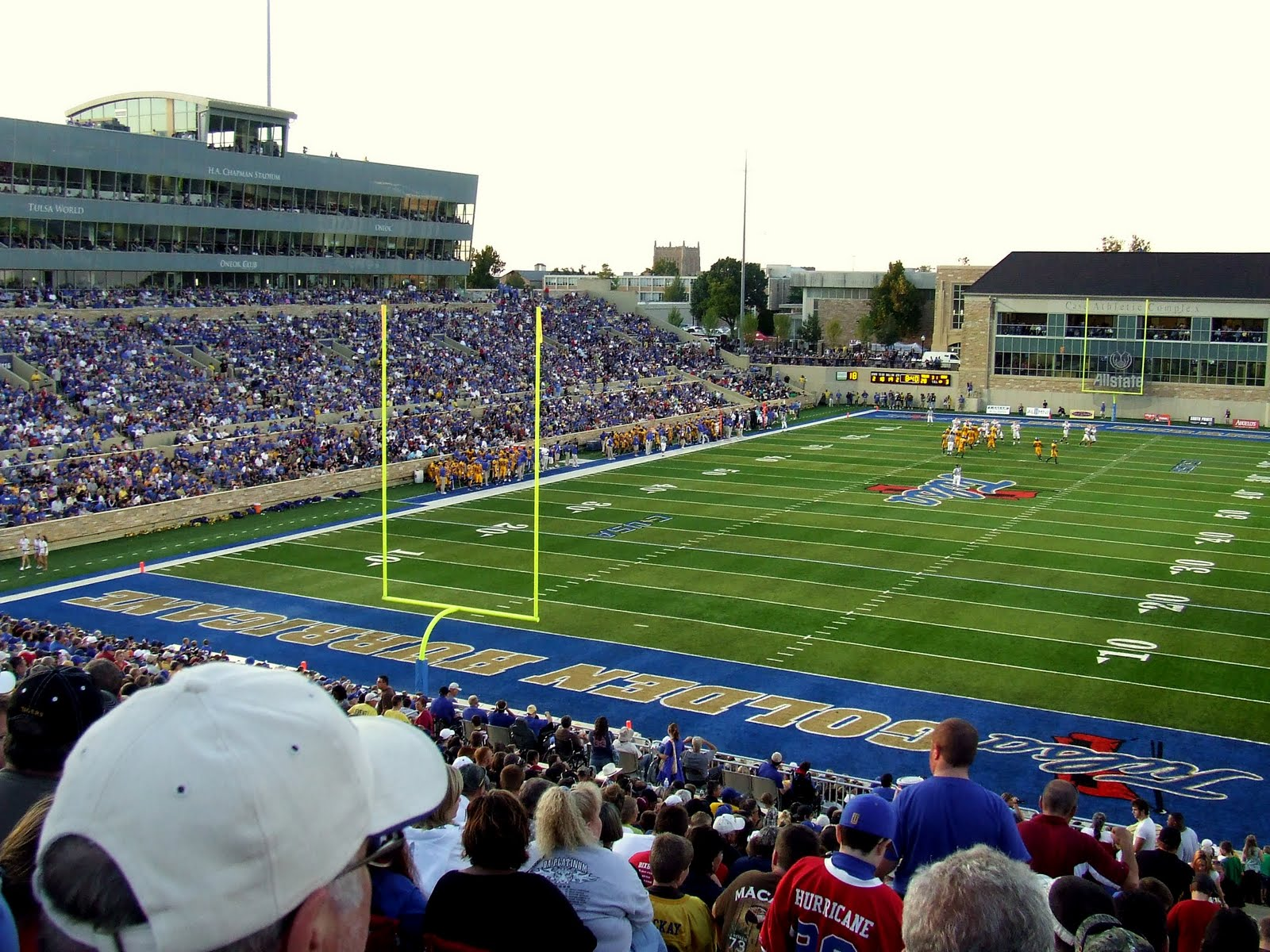
H. A. Chapman Stadium.

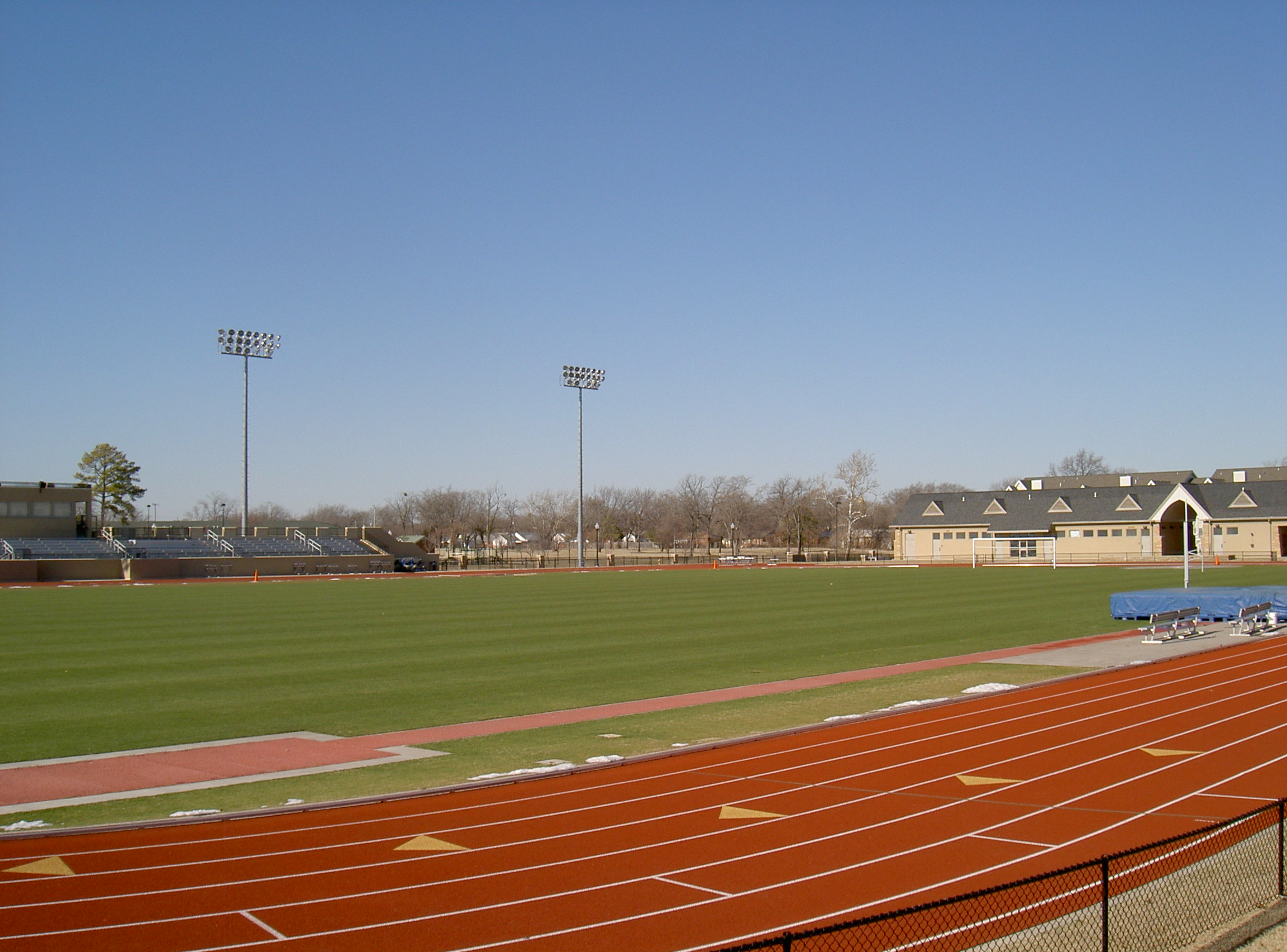
Hurricane Track & Soccer Stadium.

Tulsa Golden Hurricane (español: Huracán Dorado de Tulsa) es el equipo deportivo de la Universidad de Tulsa, situada en Tulsa, Oklahoma. Los equipos de los Golden Hurricane participan en las competiciones universitarias organizadas por la NCAA, y forma parte de la American Athletic Conference.

## Apodo
En 1922 llegó un nuevo entrenador al equipo de fútbol americano, Howard Acher, y se encontró con que los equipos deportivos de la universidad tenían varios apodos diferentes que databan en algunos casos de 1895. Entre ellos destacar Kendallites, Presbyterians, Tigers, Orange and Black, y Tulsans. En el otoño de ese mismo año, se les denominó los Yellow Jackets, nombre que se les da comúnmente a las avispas, y que venía a cuento al cambiar sus tradicionales uniformes de color naranja y negro por otros amarillos y negros. Pero ese nombre ya lo había empezado a utilizar la Universidad de Georgia, por lo que el apodo acabó derivando en términos meteorológicos, siendo en un principio los Tornados dorados, para acabar por el sobrenombre actual.

## Programa deportivo
Los Golden Hurricane participan en las siguientes modalidades deportivas:
| - Masculino - Atletismo - Baloncesto - Cross - Fútbol americano - Golf - Fútbol - Tenis | - Femenino - Baloncesto - Cross - Golf - Remo - Fútbol - Softball - Tenis - Atletismo - Voleibol |

### Baloncesto
El equipo de baloncesto ha cosechado éxitos significativos, habiendo sido campeones del torneo de la Conference USA en 5 ocasiones, y 9 veces ganadores de la fase regular. Además, se han clasificado en 14 ocasiones para el torneo final de la NCAA, siendo su mejor campaña en el año 2000, cuando llegaron a cuartos de final. A todo esto hay que añadir dos títulos del National Invitation Tournament, en los años 1981 y 2001.
Un total de 11 jugadores de Tulsa han llegado a la NBA, destacando Paul Pressey o Bingo Smith.